# IPEX-Syndrom

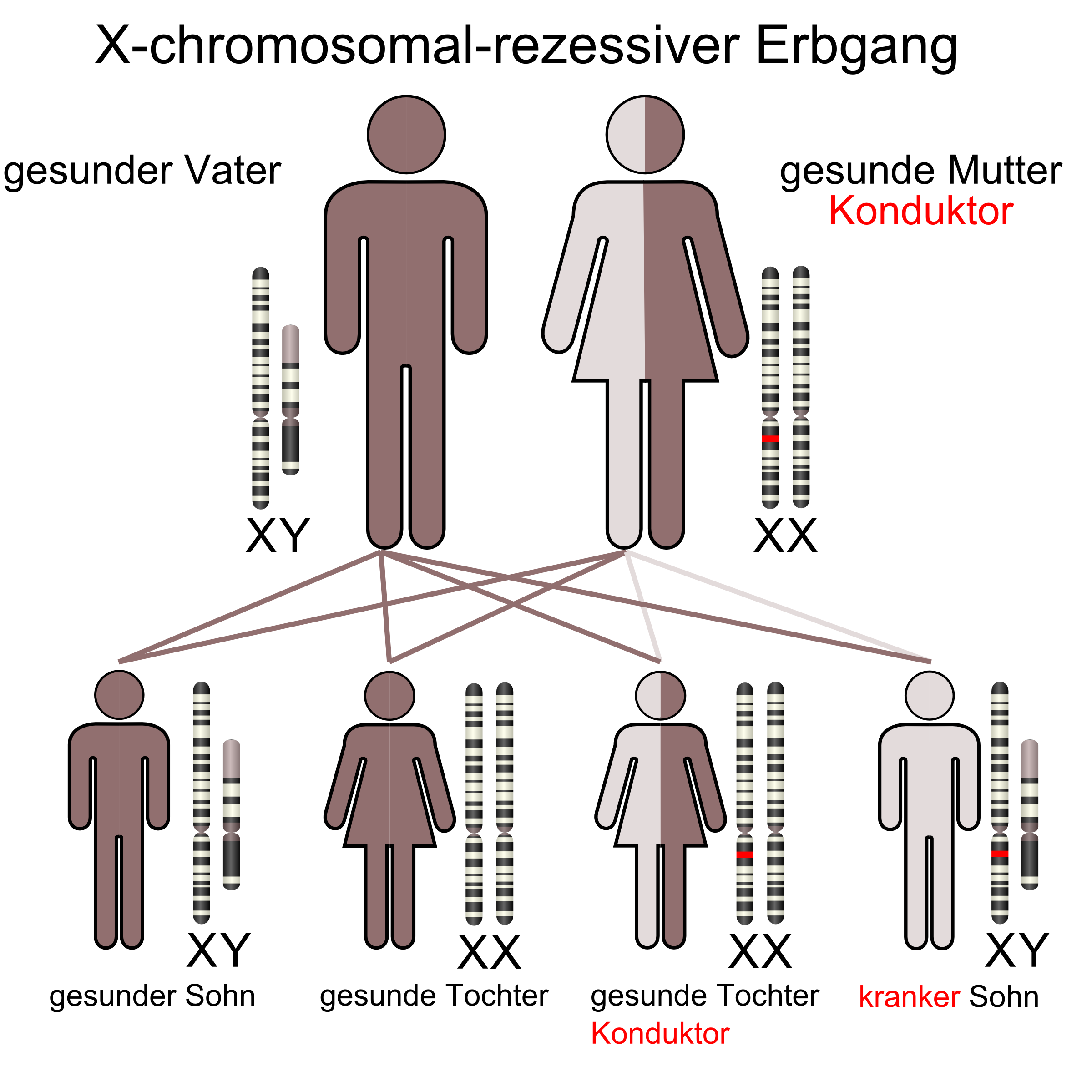
Die gesunde Mutter ist Trägerin (Konduktor) des Merkmals, d. h. der Mutation im FOXP3-Gen in einem ihrer beiden X-Chromosomen. Statistisch gesehen wird diese Mutation an 50 % ihrer Kinder weitergegeben. Töchter mit diesem Merkmal sind wiederum nur Konduktorinnen und selbst nicht an IPEX erkrankt. Ihr zweites, nicht mutiertes FOXP3-Gen auf dem zweiten X-Chromosom kompensiert den Funktionsverlust (Loss-of-Function-Mutation) des defekten Gens. Söhne mit diesem Merkmal erkranken dagegen an IPEX, da männliche Individuen nur ein X-Chromosom haben. Bei ihnen wird kein funktionsfähiges oder ausreichende Mengen funktionsfähiges an Scurfin, dem Genprodukt von FOXP3, gebildet.

Das IPEX-Syndrom ist eine sehr seltene angeborene monogenetische polyendokrine Autoimmunerkrankung. Es ist eine schwerwiegende Erkrankung, die meist schon im ersten Lebensjahr beginnt und mit einer sehr hohen Sterblichkeit verbunden ist. IPEX ist ein Akronym für Immundysregulation-Polyendokrinopathie-Enteropathie-X-chromosomal. Weitere Bezeichnungen sind beispielsweise X-chromosomal vererbte Immundysregulation, Polyendokrinopathie und Enteropathie, Immun-Dysregulation-Polyendokrinopathie-Enteropathie-Syndrom, X-chromosomal und Immundysregulation, Polyendokrinopathie und Enteropathie, X-chromosomal.
Ursache für die Erkrankung ist eine zu geringe oder vollständig fehlende körpereigene Produktion des Proteins Scurfin, auch FoxP3 (Forkhead-Box-Protein P3) genannt. Scurfin ist ein entscheidender Faktor für die Bildung von regulatorischen T-Zellen (TReg). Diese Zellen verhindern im gesunden Organismus die Entstehung von Autoimmunerkrankungen. Bei Patienten mit IPEX-Syndrom fehlen die regulatorischen T-Zellen, weshalb sich bei ihnen eine Vielzahl von Autoimmunerkrankungen gleichzeitig ausbildet. Das IPEX-Syndrom ist daher eine Multisystemerkrankung, die eine Vielzahl von Organen des Körpers betreffen kann. Abhängig von den betroffenen Organen können sehr unterschiedliche Symptome auftreten. Die individuell sehr unterschiedliche Ausprägung der Erkrankung und ihre extreme Seltenheit erschweren die Diagnose erheblich.
Ursache für das Defizit an FoxP3 ist in den meisten bisher bekannten Fällen eine Mutation im FOXP3-Gen, das beim Menschen auf dem X-Chromosom liegt. Bedingt durch den X-chromosomalen Erbgang erkranken am IPEX-Syndrom nur Knaben.
Unbehandelt ist das IPEX-Syndrom innerhalb der ersten Lebensjahre tödlich. Eine Heilung ist derzeit nur durch eine hämatopoetische Stammzelltransplantation möglich.
Das IPEX-Syndrom wurde 1982 erstmals beschrieben. Bei der Scurfy-Maus, einer seit 1949 gezüchteten speziellen Mutante einer Farbmaus (Mus musculus domesticus), liegt ebenfalls eine Mutation im Foxp3-Gen vor. Die Scurfy-Maus ist mittlerweile ein wertvolles Tiermodell zur Erforschung des IPEX-Syndroms und anderer Autoimmunerkrankungen.

## Epidemiologie
Das IPEX-Syndrom ist ausgesprochen selten. Weltweit sind bisher weniger als 150 Fälle erkrankter Menschen bekannt. Zuverlässige Abschätzungen über die Prävalenz wurden bisher noch nicht veröffentlicht. Allgemein wird davon ausgegangen, dass viele IPEX-Fälle nicht erkannt oder anderen Erkrankungen zugeordnet werden, die einen ähnlichen Ursprung (X-Chromosom) und ähnliche Symptome aufweisen. Dazu gehört beispielsweise das Wiskott-Aldrich-Syndrom.

## Genetik und Molekularbiologie
Das IPEX-Syndrom ist eine Erbkrankheit. Sie beruht auf einem durch eine Mutation hervorgerufenen Gendefekt im FOXP3-Gen, das auf dem weiblichen Geschlechtschromosom, dem X-Chromosom, liegt. Nur Frauen geben diesen Gendefekt an 50 % ihrer Nachkommen weiter. Männer erreichen, bedingt durch die hohe Sterblichkeit des IPEX-Syndroms, nicht die Geschlechtsreife. Frauen mit einem Gendefekt in FOXP3 erkranken nicht am IPEX-Syndrom. Sie sind allerdings Überträgerinnen (Konduktorinnen) der Mutation. Statistisch gesehen geben sie diese Mutation an 50 % ihrer Kinder – unabhängig vom Geschlecht – weiter. Töchter mit dieser Mutation sind wiederum nur Konduktorinnen und erkranken selbst nicht an IPEX. Ihr zweites, nicht mutiertes FOXP3-Gen auf dem zweiten X-Chromosom kompensiert den Funktionsverlust (Loss-of-Function-Mutation) des defekten Gens. Die Söhne, die diese Mutation geerbt haben, erkranken dagegen an IPEX, da männliche Individuen nur ein X-Chromosom haben. Bei ihnen wird kein funktionsfähiges oder ausreichend funktionsfähiges Scurfin gebildet. Dieser Erbgang wird als X-chromosomal-rezessiv bezeichnet.
Das von der Mutation betroffene FOXP3-Gen liegt beim Menschen auf dem kurzen Arm des X-Chromosoms (Xp), Genlocus Xp11.23. Das Genprodukt von FOXP3 (Protein) wird Scurfin oder auch FoxP3 genannt. Es sind derzeit vier verschiedene Isoformen von Scurfin beim Menschen bekannt. Die Isoform 1 besteht aus 431 Aminosäuren und hat eine molare Masse von 47,2 kDa. Bei der Isoform 2 fehlen die Aminosäuren in Position 72 bis 106. Die verbliebenen 396 Aminosäuren geben dem Protein eine molare Masse von 43,4 kDa. Diese Aminosäuren fehlen auch bei der Isoform 3, allerdings sind 60 zusätzliche Aminosäuren ab Position 382 im Protein. Die molare Masse dieser aus 456 Aminosäuren bestehenden Isoform liegt bei 49,8 kDa. Bei Isoform 4 fehlen die Aminosäuren in Position 246 bis 272. Die molare Masse der verbleibenden 404 Aminosäuren liegt bei 44,4 kDa.
Scurfin ist ein Transkriptionsfaktor, der nach seiner Translation vor allem im Zellkern von Säugetieren vorkommt. Dort bindet Scurfin an die DNA und stimuliert die Expression von Proteinen, die in den regulatorischen T-Zellen gebraucht werden. FOXP3 ist das Meistergen (Selektorgen, engl. master gene) für regulatorische T-Zellen (TRegs). Wenn naive T-Zellen, das sind nicht aktivierte T-Zellen, mit TGF-β in Kontakt kommen und gleichzeitig kein Interleukin-6 anwesend ist, so können sich diese Zellen zu TRegs differenzieren. Diese Zellen können Scurfin produzieren und durch die Ausschüttung von weiterem TGF-β sowie von Interleukin-10 die Immunreaktion dämpfen. Beides sind inhibitorische Zytokine. Fehlt funktionsfähiges Scurfin, beispielsweise durch eine Mutation im FOXP3-Gen, so wird die Immunreaktion des Organismus nicht gedämpft. Die Selbsttoleranz ist nicht mehr gegeben und es entstehen Autoimmunkrankheiten.
TRegs beziehungsweise FOXP3 sind essenziell für die Homöostase des Immunsystems und zur Vermeidung von Autoimmunität und überschießenden Immunreaktionen von größter Wichtigkeit.
FOXP3 ist ein evolutionär hoch konserviertes Gen, das aus 12 Exons besteht.

### Mutationsvarianten

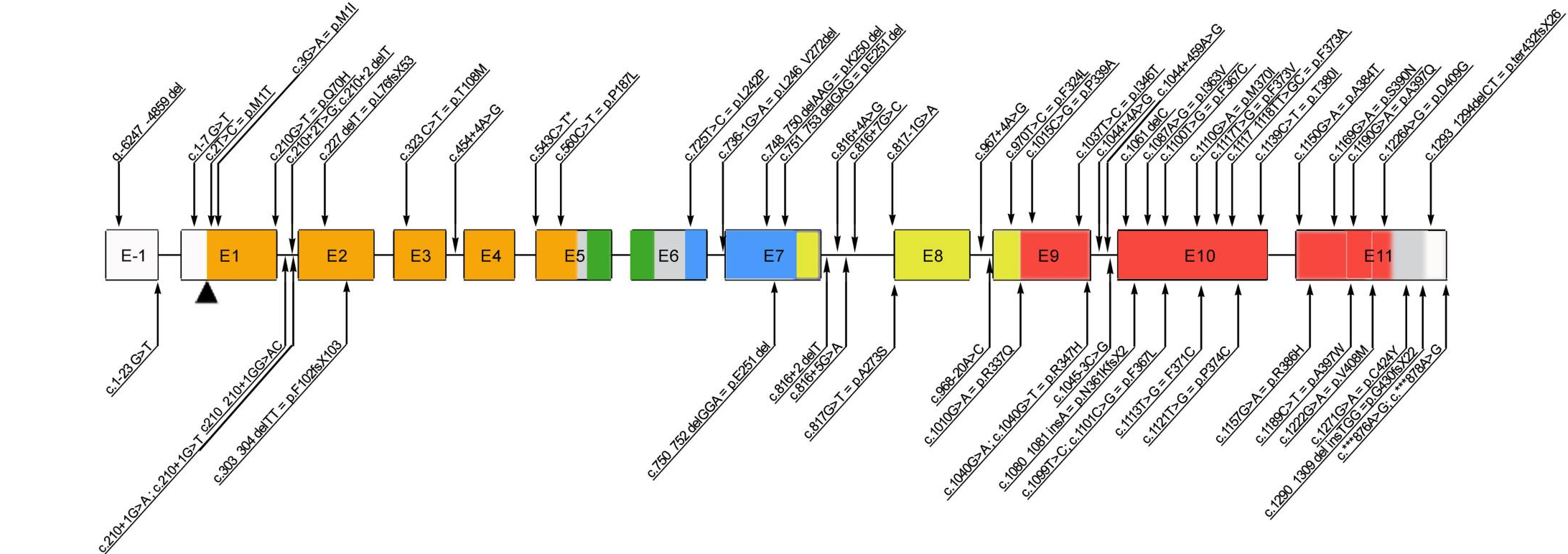
Übersicht über die bis zum Jahr 2012 bekannten, klinisch relevanten Mutationen im FOXP3-Gen.

Die durch Mutationen hervorgerufenen Defekte im FOXP3-Gen sind sehr heterogen. Bis zum Jahr 2012 waren 63 unterschiedliche FOXP3-Mutationen bei insgesamt 136 beschrieben. Bei der Mehrzahl dieser Mutationen (27 von 63) ist der C-terminale Forkhead betroffen. Dieser Bereich ist die an die DNA bindende Proteindomäne. Die restlichen Mutationen fallen auf die Prolin-reiche Domäne (PRR) am N-Terminus (14/63), die bZIP-Domäne (5/63), die Leucin-Zipper-Forkhead-Schleife (LZ-FHK loop, 9/63), die Region oberhalb des anfänglichen ATG-Startcodons und den C-terminalen Bereich (3/63).
Darüber hinaus wurden in 2 von 63 Fällen Mutationen an der Polyadenylierungsstelle (5’-AAUAAA-3’) beschrieben. Diese Mutationen führen zu einer instabilen FOXP3-mRNA. Wie bei Missense-, Frameshift-Mutationen oder Spleißdefekten, die zu einem vorzeitigen Stopcodon führen, ist in solchen Fällen ein früher und schwerwiegender Krankheitsausbruch (early-onset) sehr wahrscheinlich. Die Schwere der Erkrankung korreliert nicht in allen Fällen mit der fehlenden Expression an Scurfin. Die meisten IPEX-Patienten haben Punktmutationen, die zu einer reduzierten oder gar normalen Expression von mutiertem Scurfin führen. Allerdings ist dieses Scurfin durch Veränderung der Bindungsstellen zur DNA, der Wechselwirkung mit anderen Molekülen (beispielsweise NF-AT, AP-1 oder RORα) oder seiner Neigung zur Dimerisierung in seiner Transkriptionsregulationsaktivität beeinträchtigt.
Bei der Familie, bei der 1982 erstmals das IPEX-Syndrom beschrieben wurde, konnte später keine Mutation im codierenden Bereich von FOXP3 identifiziert werden. Man geht deshalb davon aus, dass es sich hier um eine Mutation im nicht-codierenden Bereich handelt, die sich auf die Transkriptionsregulation oder das RNA-Spleißen auswirkt.

### Genotyp-Phänotyp-Korrelation
Unabhängig von der Mutationsart (dem Genotyp) ist das Erscheinungsbild (der Phänotyp) der Erkrankung bei über 90 % der Patienten durch gastrointestinale Symptome, vor allem Durchfall, gekennzeichnet. Allgemein gestaltet sich die Genotyp-Phänotyp-Korrelation beim IPEX-Syndrom schwierig, speziell wenn es um das Alter bei Krankheitsbeginn (onset) und die Einschätzung des Krankheitsverlaufs (Prognose) geht. Bei einer Gruppe von 13 Patienten liegt beispielsweise eine identische Mutation vom Typ p.Ala384Thr vor. Das heißt, an Position 384 enthält das Scurfin statt der Aminosäure Alanin die Aminosäure Threonin. Bei diesen Patienten streut der Krankheitsbeginn von unmittelbar nach der Geburt (pränatal) bis in das Alter von sieben Monaten. Neben den geringen Fallzahlen erschweren therapeutische Maßnahmen und begleitende Infektionen die Korrelation zwischen Genotyp und Phänotyp.

## Klinisches Bild
Die meisten IPEX-Patienten werden nach einer ereignislosen Schwangerschaft von nicht miteinander verwandten Eltern geboren. Unmittelbar nach der Geburt haben sie meist ein normales Körpergewicht und eine normale Körperlänge. Pathologische Befunde liegen meist nicht vor. Die stellen sich in den ersten Lebensmonaten ein – selten in den ersten Lebenstagen oder -wochen. Wird die Krankheit nicht diagnostiziert und entsprechend behandelt, so kann sie sehr schnell zum Tod der Säuglinge führen. Die schwersten Fälle zeichnen sich durch den frühen Beginn einer Trias klinischer Manifestationen aus: hartnäckiger Durchfall, Diabetes mellitus vom Typ 1a und Ekzeme.
Wesentliches Kennzeichen des IPEX-Syndroms ist die autoimmune Enteropathie: Die Patienten haben wässrigen und manchmal schleimigen (mukoiden) oder blutigen akuten Durchfall. Diese akute schwere Enteropathie ist unabhängig von der Ernährung des Säuglings (Stillen, Kuhmilch oder glutenhaltiger Nahrung). Der Durchfall führt zu einer verminderten Nährstoffausnutzung im Verdauungstrakt (Malabsorption), die Gesundheit und Entwicklung des Patienten erheblich beeinträchtigen. Oft ist deshalb eine parenterale Ernährung (künstliche Ernährung) notwendig. Zusätzlich zum Durchfall kann sich das IPEX-Syndrom durch weitere gastrointestinale Störungen manifestieren. Dazu gehören: Erbrechen, Gastritis, Darmverschluss (Ileus) und Kolitis (Chronisch-entzündliche Darmerkrankung).
Je nach Patient kann ein Diabetes mellitus Typ 1a der Enteritis vorausgehen oder folgen. Der Diabetes ist in der Regel schwer zu kontrollieren. In der überwiegenden Zahl der Fälle sind Autoantikörper nachweisbar. Es gibt seltene Fälle von Diabetes mellitus ohne Autoantikörper beim IPEX-Syndrom.
Die Zerstörung der Bauchspeicheldrüse ist durch histologische Untersuchungen, bildgebende Verfahren oder bei der Autopsie meist gut zu erkennen. In der Histologie ist die massive Infiltration von Lymphozyten in dieses Organ ebenfalls gut sichtbar. Dies ist ein eindeutiges Indiz für die immunvermittelte Schädigung der Bauchspeicheldrüse.

## Diagnose
Zur Diagnosestellung werden üblicherweise die Ergebnisse der klinischen Untersuchung, die Familienanamnese und die Laborbefunde herangezogen. Molekulargenetische Tests dienen dann der endgültigen Absicherung der Diagnose und sind für eine sichere Diagnosestellung unerlässlich.
Die üblichen Labordaten können zu Beginn der Erkrankung weitgehend normal sein. Es gibt keine spezifischen diagnostischen Befunde für das IPEX-Syndrom. Anomale Laborwerte, die im Einklang mit dem Diabetes und der schweren Enteropathie stehen, sind der Normalfall. Autoimmunmanifestationen in anderen Zielorganen wie Hypothyreose, Zytopenien, Hepatitis oder Nephropathie können spezifisch bestimmte Laborwerte verändern. Nach Ausbruch der ersten Symptome werden bei der Mehrzahl der Patienten deutlich erhöhte Werte an Immunglobulin E und eosinophilen Granulozyten (Eosinophilie) gemessen. Die Serumspiegel an Immunglobulin A, Immunglobulin G und Immunglobulin M sind dagegen grundsätzlich normal oder – bedingt durch die Proteinverlustenteropathie – erniedrigt.
Bei der Differenzialdiagnose sind in Betracht zu ziehen: das Wiskott-Aldrich- und Omenn-Syndrom, STAT-1-, CD25-, Interleukin-10-Rezeptor- oder STAT5b-Mangel, transitorischer Neugeborenen-Diabetes, Severe Combined Immunodeficiency (SCID, schwerer kombinierter Immundefekt) sowie intermediäre Formen von SCID, X-chromosomale Thrombozytopenie und Pankreashypoplasie oder Pankreasagenesie.

## Therapie
Kontrollierte klinische Studien mit statistisch relevanten Patientenzahlen sind aufgrund der sehr geringen Anzahl an Patienten mit IPEX-Syndrom nicht möglich. Es ist daher ausgesprochen schwierig, unterschiedliche Behandlungsmaßnahmen miteinander zu vergleichen. In der Fachliteratur werden ausschließlich Interventionen an einzelnen Patienten beschrieben (Einzelfallstudien). Aus diesen Gründen basieren alle therapeutischen Ansätze für die Behandlung des IPEX-Syndroms auf den Erfahrungen bei einzelnen Patienten. Die weitgehend unklare Genotyp-Phänotyp-Korrelation, der klinische Verlauf der Erkrankung und die Reaktion auf die Therapie können recht variabel und nicht immer befriedigend sein.
Allgemeine Therapieleitlinien sind wegen der noch weitgehend unklaren Genotyp-Phänotyp-Korrelation, dem variablen klinischen Verlauf und dem unterschiedlichen Ansprechen der Patienten auf die Therapie derzeit nicht möglich. Die Therapie wird daher an den individuellen klinischen Manifestationen und ihrer Schwere ausgerichtet. Die derzeitigen Behandlungen für das IPEX-Syndrom sind die Ersatz- und unterstützende Therapie, die immunsuppressive Therapie und die hämatopoetische Stammzelltransplantation (HSZT). Mit einer Ernährungsunterstützung, beispielsweise durch parenterale Ernährung, und einer immunsuppressiven Therapie wird üblicherweise unmittelbar nach Diagnosestellung begonnen, um den akuten Manifestationen entgegenzuwirken.
Die Patienten erhalten meist eine Kombination unterschiedlicher Immunsuppressiva. Sirolimus hat sich dabei inzwischen gegenüber den Calcineurininhibitoren als vorteilhaft erwiesen. In der Langzeitnachbeobachtung konnte bei vier Patienten eine dauerhafte Remission erzielt werden.
Die derzeit einzige kurative Therapie ist die hämatopoetische Stammzelltransplantation. Problematisch hierbei ist jedoch, dass die Suche nach passenden Stammzellspendern in vielen Fällen erfolglos ist. Zudem sind die Patienten meist schon in einem ausgesprochen schlechten Zustand, so dass die erheblichen Nebenwirkungen der Konditionierung und Komplikationen nach der Stammzelltransplantation zu oft nicht zum gewünschten Behandlungsergebnis führen können. Es hat sich jedoch gezeigt, dass bei der HSZT ein partieller Spenderchimärismus für eine vollständige Remission der Erkrankung ausreichend sein kann, wenn eine vollständige Ansiedlung (engraftment) des Treg-Kompartiments erreicht wird. Offensichtlich genügen bereits wenige funktionelle regulatorische T-Zellen zur Kontrolle der Autoimmunität beim IPEX-Syndrom.
An zukünftigen Behandlungsoptionen werden verschiedene Möglichkeiten der Gentherapie intensiv diskutiert und in präklinischen Studien erprobt.
In klinischen Studien werden Patienten mit IPEX-Syndrom zusammen mit Patienten behandelt, die ähnliche Immundefekte, wie beispielsweise Leukozyten-Adhäsionsdefekt-Syndrome (LAD I, LAD II und LAD III), septische Granulomatose, Hyper-IgM-Syndrom Typ 1, Agammaglobulinämien (z. B. Bruton-Syndrom), Wiskott-Aldrich-Syndrom oder Chediak-Higashi-Syndrom, aufweisen.

## Prognose
Ohne eine möglichst zeitnahe Diagnose und Behandlung ist das IPEX-Syndrom meist innerhalb der ersten beiden Lebensjahre tödlich. Nach einer erfolgreichen hämatopoetischen Stammzelltransplantation ist die Lebenserwartung nahezu normal.

## Tiermodelle
Die Scurfy-Maus ist eine mutante Form der Hausmaus. Der Name Scurfy (engl. für „schorfig“) leitet sich von der schuppigen Haut der Tiere ab. 50 % der männlichen Nachkommen der Scurfy-Mäuse versterben im Alter von drei bis vier Wochen. Diese Tiere zeigen massive Veränderungen im Blutbild. Die Zahl an Thrombozyten und Erythrozyten ist deutlich reduziert und nimmt im Verlauf der kurzen Lebensdauer progressiv ab. Im Gegensatz dazu ist die Anzahl der Leukozyten erhöht und nimmt über die Zeit progressiv zu. Die Tiere leiden an gastrointestinalen Blutungen und Durchfall und versterben meist an einer schweren Anämie.
Diese Tiere haben einen Gendefekt im foxp3-Gen, das bei Mäusen ebenfalls auf dem X-Chromosom liegt. Im Gegensatz zum menschlichen Scurfin existiert das murine Scurfin in nur einer Isoform.
Die Parallelen zwischen Krankheitsursache und Krankheitsverlauf bei Scurfy-Maus und Patienten mit IPEX-Syndrom machen die Scurfy-Maus zu einem ausgesprochen wertvollen Modellorganismus, nicht nur zur Erforschung des IPEX-Syndroms und der Entwicklung neuer Therapieformen, sondern ganz allgemein in dem Krankheitskomplex Autoimmunerkrankungen.

## Medizingeschichte

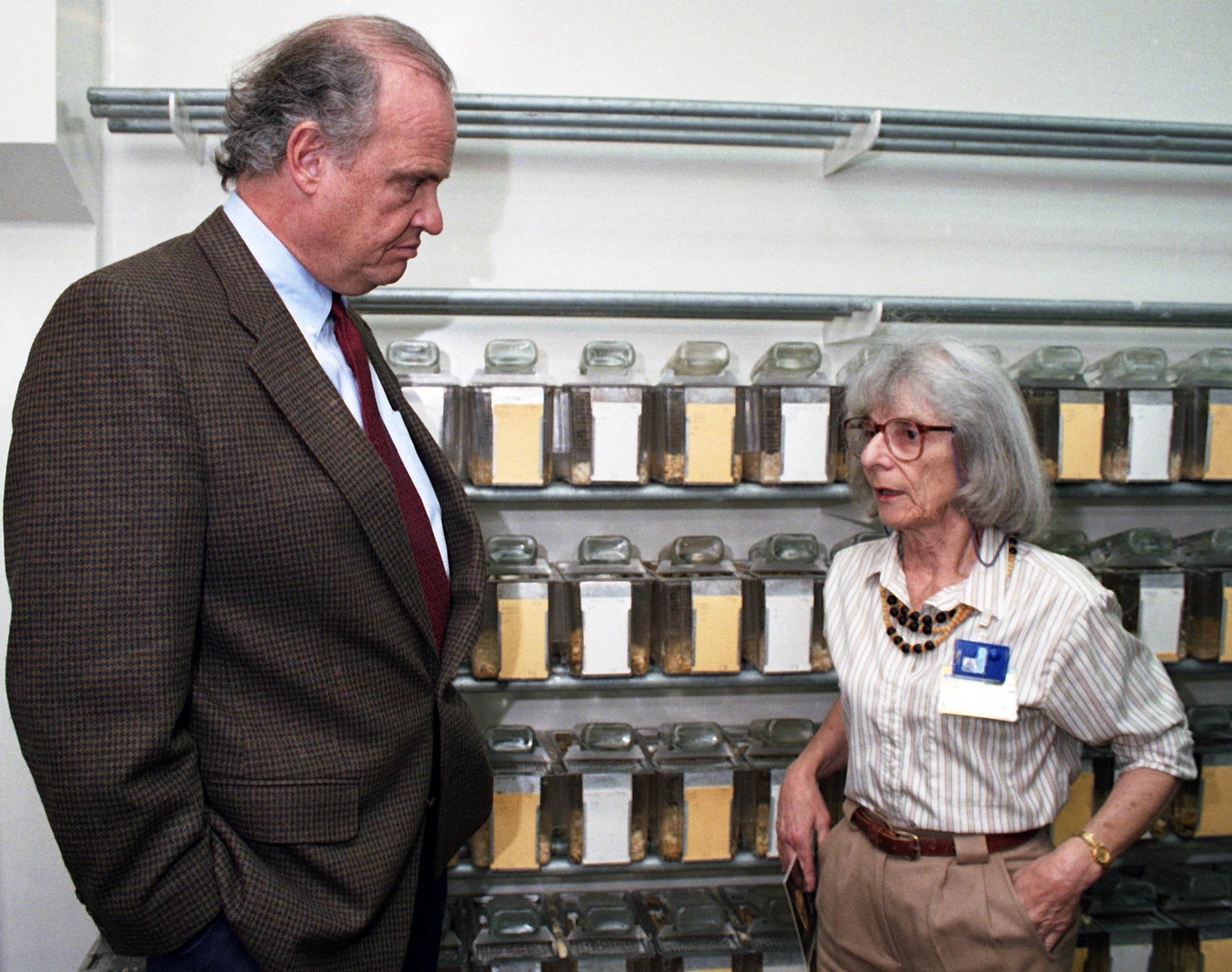
Liane Russell 1996 mit Fred Thompson am ORNL

1947 wurde am Oak Ridge National Laboratory (ORNL) in Tennessee das Mammalian Genetics Laboratory gegründet. Die Aufgabe des Labors war es, die Auswirkungen von ionisierender Strahlung auf Säugetiere zu untersuchen, um daraus Rückschlüsse auf den Menschen ziehen zu können. Die Leitung dieser aus dem Manhattan-Projekt abgeleiteten Forschungseinrichtung hatte William „Bill“ Russell (1910–2003). Im Rahmen dieser Studien wurden beispielsweise auch Fahrten nach New Mexico unternommen, um die Auswirkungen der Strahlung von Kernwaffenexplosionen auf Mäuse zu untersuchen. Die wissenschaftlich interessanteste Veränderung stellte sich allerdings als spontane Mutation bei einer Maus in Oak Ridge 1949 ein, die scurfy genannt wurde. Der Phänotyp, der in sich bei den Nachkommen dieser Maus einstellte, war die erste geschlechtsgebundene Erkrankung, die bei Mäusen beobachtet wurde. Zu dieser Zeit waren bei Mäusen geschlechtsgebundene Gene noch unbekannt. Die Erkrankung der betroffenen männlichen Tiere wurde durch eine letztlich für sie tödlich verlaufende rezessive Mutation hervorgerufen. Liane B. Russell (1923–2019), die Ehefrau von Bill Russell, führte an Scurfy-Mäusen eine Vielzahl bahnbrechender genetischer Versuche durch. Unter anderem erkannte sie dadurch die geschlechtsbestimmende Funktion des Y-Chromosoms. Veröffentlicht wurde die Scurfy-Mutation erst 1959.
1982 veröffentlichten Berkley R. Powell, Neil R. M. Buist und Peter Stenzel ihre Untersuchungsergebnisse an einem Patienten, in dessen Familie 17 Kinder in den ersten Lebensjahren verstarben. Dazu werteten sie außerdem die Krankenakten von acht der Verstorbenen aus. In dieser Erstbeschreibung des IPEX-Syndroms postulieren die Autoren, dass ein unbekannter genetischer Mechanismus auf dem X-Chromosom für die Überaktivität des Immunsystems verantwortlich ist.
Dass Scurfy-Mäuse ähnliche Symptome aufweisen wie Patienten mit dem Wiskott-Aldrich-Syndrom beim Menschen, wurde 1990 festgestellt. Unterschiede bei einzelnen Symptomen und ein anderer Genlokus zeigten aber, dass es sich um unterschiedliche Gene handeln muss. Eine der Scurfy-Maus entsprechende menschliche Erkrankung kannten die Autoren nicht. Erste immunologische Untersuchungen an Scurfy-Mäusen zeigten eine massive Infiltration von Lymphozyten und myeloischen Zellen in einer Vielzahl von Organen und machten die ausgeprägte autoimmune Pathologie deutlich.
Der Genlocus Xp11.2, in dessen Bereich auch das beim Wiskott-Aldrich-Syndrom betroffene WAS-Gen liegt, wurde von einer Arbeitsgruppe um Ann O. Shigeoka 1993 als Ort mit direktem Bezug zum IPEX-Syndrom identifiziert. Anfang des Jahres 2000 führte eine Arbeitsgruppe an der University of Virginia eine Kopplungsanalyse an 20 Mitgliedern einer vom IPEX-Syndrom betroffenen Sippe durch. Im Rahmen dieser Arbeiten konnte der Lokus auf eine Perizentromer-Region des X-Chromosoms im Bereich Xp11.23-q21.1 festgelegt werden. Außerdem kam die Arbeitsgruppe zu dem Ergebnis, dass das IPEX-Syndrom eine vom Wiskott-Aldrich-Syndrom unabhängige Erkrankung ist. Bei den untersuchten Patienten war in allen Fällen das WAS-Gen nicht mutiert. Eine Arbeitsgruppe um Talal A. Chatila entdeckte im selben Jahr, dass das IPEX-Syndrom durch Mutationen im FOXP3-Gen, seinerzeit noch JM2-Gen bezeichnet, ausgelöst wird.
Der Zusammenhang zwischen FoxP3 und der Scurfy-Maus, sowie mit dem humanen neonatalen Diabetes Typ 1 wurde erstmals im Jahr 2001 festgestellt. 2003 wurde die Schlüsselrolle von FoxP3 für die Bildung von regulatorischen T-Zellen erstmals beschrieben.